# 1532 Inari
1532 Inari eller 1938 SM är en asteroid upptäckt den 16 september 1938 av den finske astronomen Yrjö Väisälä vid Storheikkilä observatorium. Asteroiden har fått sitt namn efter det finska namnet på Enare träsk, Finland.
Den tillhör asteroidgruppen Eos.